# Federico Albanese

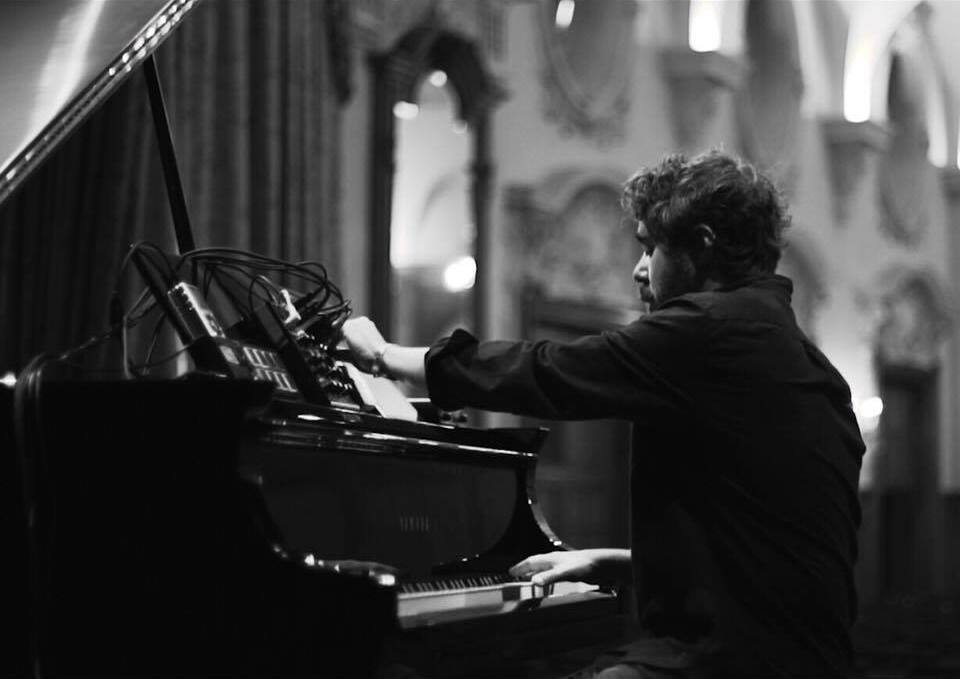
Federico Albanese beim Montreux Jazz Festival 2017

Federico Albanese (* 1982 in Mailand) ist ein italienischer Komponist, Pianist und Musikproduzent, der seit 2012 in Berlin lebt. Seine Musik enthält Elemente der Neo-Klassik sowie der Pop- und Ambientemusik.

## Leben
Als Kind lernte Albanese Klavier und Klarinette zu spielen. Später entschied er sich für ein Studium der Bassgitarre. Beeinflusst durch Black Music, Folk und elektronische Musik sowie moderne als auch zeitgenössische klassische Musik entstanden erste kompositorische Arbeiten.
2007 gründet Albanese mit der Sängerin Jessica Einaudi, einer Tochter von Ludovico Einaudi, das Avantgarde-Duo „La Blanche Alchimie“ und veröffentlichte zwei Alben mit ihr. 2014 produzierte Albanese das Debüt-Album Melt von „J Moon“, Jessica Einaudis Solo-Projekt.
Im Frühjahr 2014 veröffentlichte er sein Solo-Piano-Debüt The Houseboat and the Moon auf dem Label Denovali Records. Alle Klavierstimmen nahm Albanese mit einem deutschen Tonbandgerät aus dem Jahr 1969 auf, dem Uher Royal Deluxe.
Diesen besonderen Klang des Klaviers kombiniert er vereinzelt mit elektronischen Elementen, Streicherarrangements und Aufnahmen selbst entwickelter Instrumente.
Albaneses zweites Album The Blue Hour (2016) wurde von dem 2016 neu gegründeten Label Neue Meister herausgebracht. Die Instrumentierung fängt an mit Klavier und Synthesizer und wird ergänzt von einem Cello, das durch Over-Dubbing und Soundeffekte verstärkt wurde, und wächst dann zu einem Kammerorchester. Im Umfeld der Veröffentlichung von The Blue Hour spielte Albanese zahlreiche Konzerte in ganz Europa, darunter das Womad Festival (UK), das Montreal Jazz Festival (CH) und das SXSW in Austin, Texas (USA).
Mit seinem dritten Album By The Deep Sea (2018) bei Neue Meister zeigte Federico Albanese erneut sein musikalisches Talent. Es folgte eine groß angelegte Konzert-Tour durch Europa mit einer Reihe ausverkaufter Shows, darunter der große Saal der majestätischen Elbphilharmonie in Hamburg.
Darüber hinaus hat Albanese Musik für Werbe- und andere Filme geschrieben und produziert. Seine Scores sind in den internationalen Filmproduktionen Shadows In The Distance (2012) von Orlando Bosch, Alles im grünen Bereich (2014) von Bahar Ebrahim, dem ARTE-Dokumentarfilm Cinema Perverso (2015), von Oliver Schwehm, dem Dokumentarfilm The Twelve (2019) von Lucy Martens oder dem Dokumentarfilm von David Perrier Comme Les Autres (2020) zu hören. Des Weiteren hat er für Image-Filme der Modelabels Louis Vuitton (2012), Zegna (2013), Philip Lim (2014), Ermanno Scervino (2014), Hugo Boss (2016) die Musik produziert.
2024 komponierte Albanese den Soundtrack zum Film Last Swim der britischen Regisseur Sasha Nathwani. Der Film hatte seine Premiere auf der 74. Berlinale am 16. Februar 2024 und erhielt den Gläsernen Bären für den besten Film in der Sektion Generation 14+.

## Auszeichnungen
- 2012: Nomination zum „Preis der deutschen Schallplattenkritik“ in der Kategorie „Bestes Independent Album“, mit „Galactic Boredom“.
- 2019: Nomination zum „Opus Klassik“ mit „By The Deep Sea“ in der Kategorie „Komponist des Jahres“, „Instrumentalist in Klavier“, „Klassik ohne Grenzen“ und „Solistische Einspielung Instrument“.

## Diskografie
Studio Albums
- „The Houseboat and the Moon“, 2014, Denovali Records
- „The Blue Hour“, 2016, Berlin Classics Neue Meister/Edel
- „By The Deep Sea“, 2018, Berlin Classics Neue Meister/Edel
- „Before And Now Seems Infinite“, 2022, Mercury Kx[6]
- „Blackbirds and the Sun of October“, 2025, XXIM Records[7]

Singles/EP
- „The Houseboat and the Moon Reworked“, 2014, Denovali Records
- Shadow Land Suite, with Deutsches Kammerorchester Berlin, 2016, Berlin Classics Neue Meister/Edel
- The Lantern, 2020, Mercury Kx
- Early Dance Redux, 2021, Mercury Kx
- The Moments We Keep with Tara Nome Doyle, 2021, Mercury Kx[8]
- Fredenwalde Teil I, 2021, Mercury Kx[9]
- Summerside feat. Marika Hackman, 2022, Mercury Kx[10]
- Feel Again feat. Ghostpoet, 2022, Mercury Kx[11]
- Your Trees, 2022, Mercury Kx
- Days Of Passage, 2023, XXIM Records[12]

Soundtracks
- „The Twelve – Original Motion Picture Soundtrack“,[13] 2019, Berlin Classics Neue Meister/Edel

Remixes/Reworks
- Christian Löffler – „The Great White Open“, Federico Albanese Rework, 2020, Von Der Haardt

La Blanche Alchimie (Federico Albanese & Jessica Einaudi)
- „La Blanche Alchimie“, 2009, Ponderosa
- „Galactic Boredom“, 2011, Ponderosa / Edel

Als Produzent
- J Moon, Melt, 2014
- Landry Riba, Tales From Behind the Mirror, 2015
- Jessica Einaudi, Black and Gold, 2018
- Rodrigo Leao, Ó Metodo, 2020[14]

## Filmografie
- 2010: Pick Up, Regie: Many Hands
- 2012: Shadows In The Distance, Regie: Orlando Bosch
- 2014: Cinema Perverso – Die wunderbare und kaputte Welt des Bahnhofkinos, Regie: Oliver Schwehm
- 2014: Alles im grünen Bereich, Regie: Bahar Ebrahim
- 2016: The Parting Glass, Regie: Daniel Kershow
- 2019: The Twelve, Regie: Lucy Martens
- 2020: Comme Les Autres, Regie: David Perrier
- 2022: Autumn Beat, Regie: Antonio Dikele Distefano[15]
- 2024: Last Swim, Regie: Sasha Nathwani[4]
- 2024: Sei Fratelli, Regie: Simone Godano[16]

## Belege
1. 1 2  Biographie von Federice Albanese (Memento vom 28. Juli 2015 im Internet Archive), abgerufen am 26. April 2015 (englisch).
2. ↑  FEDERICO ALBANESE & ENSEMBLE Bei seinem Konzert am 17. April 2018 im Großen Saal der Elbphilharmonie wird Federico Albanese von einem Streichensemble begleitet. Abgerufen am 20. März 2022.
3. ↑  The Twelve – Watch and Download for free. Abgerufen am 22. Mai 2022 (amerikanisches Englisch).
4. 1 2  Last Swim. Abgerufen am 25. Februar 2024.
5. ↑  Generation Preise und Jurys. Abgerufen am 25. Februar 2024.
6. ↑  Federico Albanese: „Before and now seems infinite“ | Review. In: kulturnews.de. 23. Februar 2022, abgerufen am 20. März 2022 (deutsch).
7. ↑  Blackbirds and the Sun of October. 25. Oktober 2024, abgerufen am 7. Februar 2025 (amerikanisches Englisch).
8. ↑  Premiere: Federico Albanese & Tara Nome Doyle – ‘Too Lost To Be Found’ | Juno DailyJuno Daily. In: Juno Daily. 30. April 2021, abgerufen am 19. Mai 2021 (englisch).
9. ↑  Federico Albanese Marks The Passing Of Time With ‘Meridian’. Abgerufen am 21. Oktober 2021 (englisch).
10. ↑  Federico Albanese, Marika Hackman Collaborate On Beautiful ‘Summerside’. Abgerufen am 20. März 2022 (englisch).
11. ↑  Federico Albanese feat. Ghostpoet: Feel Again A visceral and intimate dance performance for the Italian musician’s pulsating music video. In: Nowness. Abgerufen am 9. Juli 2022 (englisch).
12. ↑  Susanna Steinfeld: Federico Albanese releases new EP Days of Passage. 25. September 2023, abgerufen am 1. Februar 2024 (amerikanisches Englisch).
13. ↑  The Twelve. Abgerufen am 20. April 2019.
14. ↑  O Método – Rodrigo Leão | Credits. Abgerufen am 14. Februar 2020 (amerikanisches Englisch).
15. ↑  Antonio Dikele Distefano: Autumn Beat. Indiana Production, abgerufen am 29. September 2022.
16. ↑  Federico Albanese | Musik, Abteilung Musik, Soundtrack. Abgerufen am 6. Juni 2024 (deutsch).

| Personendaten    | Personendaten                                       |
| ---------------- | --------------------------------------------------- |
| NAME             | Albanese, Federico                                  |
| KURZBESCHREIBUNG | italienischer Komponist, Pianist und Musikproduzent |
| GEBURTSDATUM     | 1982                                                |
| GEBURTSORT       | Mailand                                             |